# Меша (річка)
Ме́ша (Міша) — річка у Козелецькому районі Чернігівської області, права притока Десни (басейн Дніпра).

## Опис
Довжина річки 23 км. Висота витоку річки над рівнем моря — 109 м, висота гирла — 106 м. падіння річки — 3 м., похил річки — 0,13 м/км. Формується з багатьох безіменних струмків та міліоративних каналів.

## Розташування
Бере початок північніше села Отрохи (Бондарівське болото). Тече переважно на південний схід і впадає у Десну в районі південної околиці села Рудня.
Населені пункти вздовж берегової смуги: Отрохи, Морівськ, Рудня.

## Історія
Після проведення масштабної меліорації у 1960-х рр. місце витоку річки змінилося. У XIX століття річка витікала на північно-східній стороні від села Бондари.
Станом на 2021 рік в районі села Отрохи річка повністю висохла. 